# 遠見·天下文化事業群
遠見·天下文化事業群（英語：Global Views - Commonwealth Publishing Group）是台灣一家綜合性出版社集團，主要的事業體包括天下文化與《遠見雜誌》。1982年由經濟學家高希均與新聞人王力行創立，與《天下雜誌》系出同門，以「傳播進步觀念、豐富閱讀世界」為出版宗旨，以「讀一流書、做一流人」作為自我期許。中文商標標準字體取自孫中山墨寶，與《天下雜誌》同式。其出版書籍種類涵蓋財經企管、心理勵志、科學、社會人文、健康生活、親子教養、生活風格、文學、文化創意等領域。

## 旗下成員
- 「遠見‧天下文化事業群」
  - 核心成員，出版社，天下文化。
  - 其他成員，財經人文雜誌月刊，《遠見雜誌》，創刊於1986年7月1日。
  - 其他成員，93巷人文空間，創立於2000年。
  - 其他成員，天下遠見讀書俱樂部創立於2001年6月。
  - 其他成員，小天下出版公司，創立於2002年。
  - 其他成員，職場生活雜誌月刊，《30雜誌》，創刊於2004年9月1日。
  - 其他成員，遠見民調首頁，創立於2006年3月。
  - 其他成員，財經評論雜誌月刊，《哈佛商業評論繁體全球中文版》，創刊於2006年9月1日。
  - 其他成員，遠見‧天下文化教育基金會，創立於2010年。
  - 其他成員，兒童雜誌月刊未來少年，創刊於2011年。
  - 其他成員，未來出版社，創立於2012年。
  - 其他成員，未來兒童，創刊於2014年4月1日。
  - 其他成員，未來Famliy創立於2015年7月1日
  - 其他成員，「1號課堂 （页面存档备份，存于）」，創立於2017年。
  - 其他成員，全國最大熟齡媒體《50+》 （页面存档备份，存于）創立於2017年。

## 旗下期刊
- 《遠見雜誌》於1986年創刊，為財經時事類雜誌。
- 《30 雜誌》創辦於2004年，為財經時事類雜誌，主要針對25歲至35歲的就業人士。
- 《哈佛商業評論》英文版創立於 1922 年，由美國哈佛商學院出版公司發行，為商業管理類雜誌。天下文化於2006年9月1日發行《哈佛商業評論》全球繁體中文版。
- 《未來少年》創刊於2011年1月1日，發行對象為10歲或以上的兒童。
- 《未來兒童》創刊於2014年4月，發行對象為5至9歲的兒童。
- 《未來Family 》創刊於2015年7月，報導取向，生活、教養、愛
- 《50+》 （页面存档备份，存于）創辦於2017年，報導國內外創新老後方法。

## 出版社背景
也是台灣天下雜誌、遠見雜誌和天下文化出版公司創辦人。

## 外部連結
- 遠見‧天下文化事業群 （页面存档备份，存于）
- 天下文化書坊網路書店 （页面存档备份，存于）
- 未來少年 （页面存档备份，存于）